# El silenci

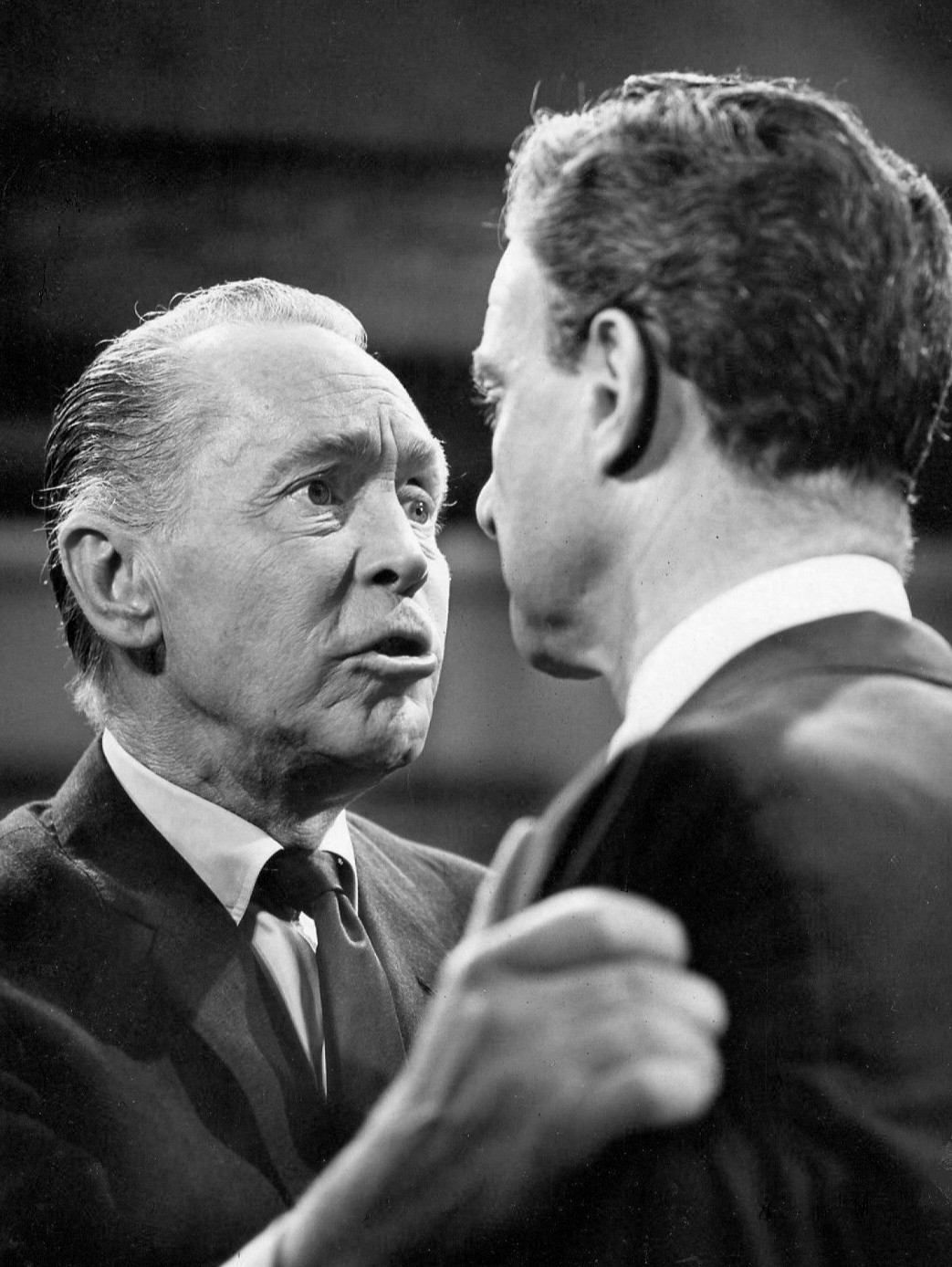
Franchot Tone (de 56) com a "Archie" i Jonathan Harris (de 46) com a "George".

"El silenci" (títol original en anglès "The Silence") és el vint-i-cinquè episodi de la segona temporada, i el 61è total de la sèrie de televisió d'antologia La Dimensió Desconeguda. Es va emetre originalment el 28 d'abril de 1961 a CBS. Ha estat doblat al català i emès per TV3. La trama d'aquest episodi es va basar en part en el conte "Pari" d'Anton Txèkhov. És "la història de possiblement l'aposta més estranya que s'ha produït mai als annals de l'atzar."  És un dels pocs episodis de Dimensió Desconeguda que no inclou elements sobrenaturals ni de ciència-ficció.

## Narració d'obertura
| « | La nota que aquest home porta a través d'una sala del club té la forma d'una aposta proposada, però és el tipus d'aposta que no té precedents. Es troba sol en els annals de fer apostes com el joc d'atzar més estrany que mai ha ofert un home a un altre. En un moment, veurem els termes de l'aposta i què fa el jove Sr. Tennyson al respecte. I en el procés, veurem com totes les parts giren una roda de l'atzar en un casino molt estrany anomenat La Dimensió Desconeguda. | » |

## Argument
El coronel Archie Taylor, un aristòcrata malhumorat, té dificultats per gaudir del seu club d'homes a causa de la xerrada constant del seu company Jamie Tennyson. En un esforç per callar Tennyson, Taylor li aposta 500.000 dòlars (equivalents a 5.100.000 el 2023) que no pot romandre en silenci durant un any. Si Tennyson accepta l'aposta, s'aixecarà un petit apartament amb parets de vidre a la sala de jocs del club, on serà vigilat per micròfons perquè no pugui parlar sense ser detectat. Només pot escriure notes per comunicar-se, i els altres membres el poden observar a través del vidre.
Tennyson, ofès accepta, necessita els diners per pagar els deutes derivats de les despeses exorbitants de la seva dona. Va proposar que Taylor diposités un xec al seu nom, però els membres del club van rebutjar aquesta sol·licitud, ja que Taylor té una gran posició d'honor i crèdit. "El coratge [de Tennyson] contra el crèdit [de Taylor]" és acceptat per tots dos i el repte comença la nit següent.
Taylor inicialment espera guanyar en unes poques setmanes, però Tennyson el sorprèn mantenint-se en silenci durant nou mesos. Taylor es posa nerviós i s'ofereix a pagar a Tennyson per cancel·lar l'aposta, començant amb 1.000 dòlars abans d'escalar a 6.000 dòlars. Quan aquests fracassen, suggereix que la dona de Tennyson planeja deixar-lo per un altre home. Mai no ha respost a cap de les diverses peticions escrites de Tennyson per a una visita, donant pes a les insinuacions de Taylor. Tennyson sembla pres per la desesperació davant la idea de perdre la seva dona, però, tanmateix, es nega a cancel·lar l'aposta.
L'últim vespre de l'any, el membre del club Alfred Taylor explica que el seu comportament durant els últims mesos, especialment l'ús de la dona de Tennyson com a amenaça, ha danyat greument l'estima del club per ell. Mentre el rellotge sona per indicar oficialment que l'any ha passat, Tennyson surt amb les felicitacions dels seus companys del club abans que s'acosti a Taylor i en silenci estingui la mà pels diners. L'avergonyit Taylor admet que havia perdut la seva fortuna uns quants anys abans. Elogia la determinació i el caràcter de Tennyson i després anuncia la seva decisió de renunciar al club.
El Tennyson distret gargoteja furiós en un full de paper, deixant perplexos els altres homes, que es pregunten per què no parla. Taylor llegeix la nota en veu alta: "Sabia que no seria capaç de mantenir la meva part del negoci, així que fa un any em van tallar els nervis de la meva corda vocal". Tennyson mostra la cicatriu a la gola de l'operació, que ha amagat durant l'últim any sota bufandes i mocadors de coll.

## Narració de cloenda
| « | Sr. Jamie Tennyson, que gairebé va guanyar una aposta, però que va descobrir una mica tardà que el joc pot ser una activitat molt improductiva, fins i tot amb els daus carregats, cartes marcades o, com en el seu cas, algunes cordes vocals tallades. Perquè en algun lloc més enllà d'ell, es va girar una roda i el seu número va sortir negre tretze. Si no t'ho creus, pregunta-ho al croupier, el molt especial que maneja la ruleta, a La Dimensió Desconeguda. | » |

## Repartiment
- Franchot Tone com a Archie Taylor
- Liam Sullivan com a Jamie Tennyson
- Jonathan Harris com a George Alfred
- Cyril Delevanti com a Franklin
- Everett Glass com a membre del club
- Felix Locher com a membre del club